# 苻雄
苻雄（4世纪?—354年7月26日），字元才，略陽臨渭（今甘肅秦安）氐族人。十六国時前秦的开国元勋、宗室。苻洪之幼子，景明帝苻健之弟，屡建军功，官至丞相，曾參與抵抗東晉將領桓溫發動的北伐戰爭。

## 生平

### 後趙將軍
苻雄年輕就已熟讀兵書、富有謀略，亦擅長射馬射箭；此外亦有為政治術，慷慨施予地位不高但有才德的人。因著父親苻洪在後趙滅前趙後歸附後趙並接受其官職，苻雄亦仕於後趙，更因戰功而獲後趙君主石虎授予龍驤將軍。
永和五年（349年），石虎去世，諸子爭位令國內漸亂，而苻洪亦因遭當時後趙皇帝石遵削職而叛投東晉。次年，後趙將領麻秋東歸鄴城，苻雄受父命領兵迎擊，成功俘獲麻秋，並以其為軍師將軍。但不久麻秋就藉宴會而以毒酒毒殺苻洪，意圖盡收苻氏部眾。苻健殺麻秋後接掌苻洪部眾，並順從父親遺言，進據關中。

### 前秦元勳
當時關中為自稱晉臣的杜洪所控制，苻健因應人心思晉，於是稱東晉早前加予的官爵，並以苻雄為輔國將軍。不久苻健正式出兵關中，苻雄在大軍渡過黃河後就受命率五千兵取道潼關進攻長安，作為苻健的前驅。苻雄在潼關以北擊敗杜洪派去抵抗的張先，及後苻雄北巡渭北，所過的城邑都向其歸降。苻健進據長安後向東晉獻捷，更得秦、雍二州的胡族及漢人歸附，苻雄亦攻陷後趙涼州刺史石寧據守的上邽，斬殺石寧，鞏固苻氏在關中的統治。
皇始元年（351年），苻健稱天王、大單于，正式建立前秦，並封苻雄為東海公，以其為都督中外諸軍事、丞相、領車騎大將軍、雍州牧。次年，以苻雄為首的百官上請苻健稱帝，苻雄於是進封東海王。

### 征戰東西
同年，東晉安西將軍謝尚因不能安撫歸附的後趙豫州刺史張遇而令其叛變，謝尚於是與姚襄攻伐張遇，而苻雄就奉命與苻菁出兵略地關東，並救援張遇。最終苻雄在潁水的誡橋擊敗晉軍，逼其退還淮南，並略陳郡、穎川、許昌及洛陽附近共五萬多戶及張遇回軍關中。
同年，苻雄又在隴西擊敗後趙將領王擢，令其逃奔前涼。皇始三年（353年）二月，王擢會同前涼軍隊伐秦，苻雄又率兵擊敗王擢等。但隨著秦州刺史苻願及將軍苻飛分別敗於王擢及楊初，苻雄等於是回屯隴東，而不久張遇更在聯結關中豪族反叛，雖然張還事敗被殺，但孔特、劉珍、夏侯顯、喬秉、胡陽赤及呼延毒就各自據城起兵叛秦。苻雄於是回軍長安並與苻法、苻飛等分兵平定孔特等人。
皇始四年（354年），就在苻雄攻下胡陽赤據守的司竹，張遇謀反引發的數個主要叛亂勢力僅剩下呼延毒及喬秉時，東晉征西大將軍桓溫發動北伐，自荊州進攻前秦，另由司馬勳率偏師由梁州北上關中。苻健於是派苻雄、太子苻萇等人共率五萬軍抵抗，但大軍在藍田縣被桓溫率領的主力擊敗，苻雄亦在白鹿原敗於桓沖，於是與苻萇等退守長安城南，與雷弱兒所率的三萬精兵共同抵抗。不過桓溫當時只駐屯長安東南的灞上，未有進逼長安，苻雄此時就率領七千騎兵突襲時正經子午谷入關中的司馬勳軍，令其敗退至女媧堡。苻雄及後返回長安，於白鹿原擊敗桓溫，而桓溫亦因乏糧而在六月被逼退兵，呼延毒亦跟隨桓溫南走。苻雄接著討伐佔領了陳倉的王擢及司馬勳，令兩人分別敗退回漢中及略陽，成功解除了桓溫這次北伐帶來的危機。

### 軍中猝逝
六月丙申日（7月26日），苻雄在進攻喬秉據守的雍城時去世，苻健聞訊悲傷得嘔血，說：「上天不讓我平定四海麼！為何這麼快就奪去我的元才呀？」追贈魏王，賜諡號敬武，葬禮依西晉安平獻王司馬孚的先例。
其子苻堅後來即位稱天王，追尊苻雄為文桓皇帝。

## 性格特徵
- 有載苻雄「醜形貌，頭大而足短」[7]，並沒有雄偉的形象，在後趙任龍驤將軍時更被人稱為「大頭龍驤」。
- 苻雄作為前秦開國元勳，亦是君主的親弟弟，位至丞相，位高權重，但為人謙虛恭順，遵奉法度，加上在政事和軍事都有才能，故深受苻健倚重，更稱：「元才，是我的姬旦。」

## 家庭

### 妻
- 苟氏，嫡妻，生苻堅、苻融及苻雙，苻堅即位後尊為皇太后

### 子女
- 苻法，苻雄庶長子，封清河王，苻堅即位後改封東海公，不久因深得人心而被皇太后苟氏及李威殺害
- 苻堅，苻雄次子，前秦宣昭帝，初封東海王，後即位為天王。任內前秦國勢極盛，並統一北方。但於淝水之戰敗後國家即陷入分裂，苻堅亦為叛將所弒
- 苻融，苻堅弟，封陽平公，重要將領，征南大將軍，淝水之戰時戰死
- 苻双，苻堅弟，初封河南公，後封趙公，征西大將軍，秦州刺史。與苻武、苻柳及苻廋叛苻堅作亂，失敗被殺
- 苻忠，苻堅弟，封河南公。

## 延伸阅读
[在维基数据编辑]
 《晉書·卷112》，出自房玄齡《晉書》